# Mortier Stokes
Le mortier Stokes est un mortier de tranchée britanniques inventé par Wilfred Stokes (en). Il fut utilisé à partir de 1915 par l'armée britannique, puis entre autres par le Commonwealth, les États-Unis, le  Corps expéditionnaire portugais, etc.
Ce mortier avait un calibre de 3,2 pouces, soit 81 mm malgré son appellation courante en tant que mortier de 3 pouces. La légende raconte que le choix de ce calibre inhabituelle était le résultat d’un simple concours de circonstance, son créateur disposant d’un stock de tuyaux de ce diamètre.

## Conception
Le mortier Stokes est une arme de conception simple. C'est un tube métallique à alésage lisse fixé à une plaque métallique servant de base permettant d'absorber le recul qui dispose de fixation pour bipied. Lorsqu'un obus de mortier est largué dans le tube, un apprêt sensible à l'impact situé à la base de l'obus est en contact avec un percuteur situé à la base du tube et enflamme la charge de propulseur dans la base, lançant l'obus vers la cible. L'obus éclate grâce à un détonateur percutant se déclenchant à l'impact.
La portée est déterminée par la quantité de charge propulsive utilisée et par l'angle de tir du mortier. Initialement une cartouche de propulseur de base était fournie pour tous les tirs et couvrait les courtes distances. Jusqu'à quatre charges supplémentaires de propulseur ont pu être utilisées pour des portées plus importantes. Par la suite la cartouche est fournie avec quatre charges de propulsion, les servants jetant alors les charges inutiles.

## Historique
Jusqu'au début de la Première Guerre mondiale, les Anglais et Français utilisaient des mortiers lisses ,, puis rapidement la guerre des tranchées aidant ils développèrent des armes nouvelles et modernes, suivant l'exemple de ce qui se faisait depuis déjà quelque temps avant-guerre en Allemagne.
Frederick Wilfred Scott Stokes conçoit le mortier en janvier 1915. À cette époque, l'armée britannique recherche une arme susceptible de répondre aux minenwerfers de l'armée impériale allemande utilisés le front occidental.
En juin 1915, le mortier Stokes n'est pas retenu car il ne peut utiliser les stocks existants de munitions de mortiers britanniques. Il faut les interventions du lieutenant-colonel JC Matheson du département d'approvisionnement de guerre de tranchées puis de David Lloyd George (alors ministre des Munitions) pour lancer la fabrication du mortier Stokes.
Au cours du dernier trimestre de 1915, 304 mortiers Stokes ont été produits. Seuls 104 d'entre eux atteignent le front, les autres étant envoyés dans des écoles de formation. La sous-traitance de la fabrication du support de mortier a été entreprise en février 1916. En mars 1916, il est annoncé que les mortiers légers de tranchée seront contrôlés par les brigades d'infanterie. Le manuel du mortier de tranchée Stokes est distribué à l'infanterie en avril 1916. Au total, 11 331 mortiers Stokes de 3 pouces ont été fabriqués en Grande-Bretagne .
Apparu au début 1916, le mortier Stokes est resté en service en Grande-Bretagne pendant la Seconde Guerre mondiale, bien qu'il fût déjà très largement supplanté par l'Ordnance ML 3 inch Mortar apparu en 1931. Certains exemplaires restèrent utilisés par les forces néo-zélandaises même après ce conflit [réf. nécessaire].
Les Français achetèrent des Stokes en 1917, puis en développèrent une version améliorée sous le nom de 81 mm Brandt Mle 27, ce modèle subissant encore des modifications sous le nom de 81 mm Brandt Mle 27/31. Ces deux versions furent largement copiées avec et sans licence par plusieurs pays dans le monde.
La France maintint en service ses mortiers Stokes originaux jusqu'en 1936 .

## Utilisation au combat
Le Stokes pouvait tirer jusqu'à 25 obus à la minute, à une portée maximale de 686 mètres, 2000 mètres avec un projectile spécial français Brandt-Maurice.
Au 11 novembre 1918, les armées de l'Empire britannique avaient 1 636 mortiers Stokes en service sur le Front de l'Ouest (Première Guerre mondiale).
Une version 4 pouces (102 mm) a été utilisée pour tirer des obus fumigènes, des gaz toxiques et de la thermite (incendiaire). Une quantité d'un peu moins de trente a été utilisée lors de la bataille de Loos en septembre 1915. Jusqu'à la fin de 1918, un total de 1 123 a été fabriqué.
Celle-ci, utilisée uniquement par la Brigade spéciale du Royal Engineers, doit être considérée comme une arme distincte de la version standard "3-inch" utilisée par l'infanterie - avec un alésage réel de 3,2 pouces (81 mm). - tirant des obus explosifs décrits dans cet article.
Ce mortier fut utilisé durant la guerre des Bananes et aida les forces américaines à vaincre les rebelles nicaraguayens lors de la deuxième bataille de Las Cruces (en), le 1er janvier 1928.L'armée paraguayenne (en) a beaucoup utilisé le mortier Stokes lors de la guerre du Chaco, notamment comme arme de siège lors de la bataille de Boquerón (en) en septembre 1932. Les mortiers Stokes sont largement utilisés par l'armée républicaine pendant la guerre civile espagnole, plus de 44 000 obus sont livrés en septembre 1936 en Espagne.
Pendant la Seconde Guerre mondiale, le modèle utilisé permet de tirer jusqu'à 30 bombes par minute avec une portée de plus de 2 300 m avec certains types d'obus .